# آنا ساكيدون
آنا ساكيدون(بالإنجليزية: anna sakidon)‏ طفلة أوكرانية
اصيبت بمرض وراثي نادر يعرف علميا باسم  الشيخوخة المبكرة (بالإنجليزية:Progeria) الذي يعاني منه 160 شخصا فقط حول العالم.
وتعد أصغر حالة وفاة بمرض الشيخوخة المبكرة، عند وفاة آنا ساكيدون كانت تبلغ من العمر ثمان سنوات